# Orectolobus floridus
Orectolobus floridus es una especie de elasmobranquio orectolobiforme de la familia Orectolobidae.